# Echévarri
Echévarri (oficialmente en euskera: Etxebarri) es un municipio de la provincia de Vizcaya, País Vasco (España). En ocasiones también se le llama Echévarri (Uribe), para diferenciarla de la localidad de Echevarría, a la que también se suele llamar Echévarri. Su nombre significa "casa nueva" (etxe = casa, barri (también berri) = nueva/o).
Está situado en la comarca del Gran Bilbao con una extensión de 3,26 km² y una población de 11 176 habitantes (2017).

## Toponimia
La denominación oficial, Etxebarri, es relativamente reciente. A pesar de ser el nombre con el que el municipio ha sido comúnmente conocido, el nombre de Etxebarri es oficial desde el 13 de enero de 2005, en que se publicó en el Boletín Oficial de Vizcaya (núm. 8). 30 de noviembre de 2004, en el que las Juntas Generales de Vizcaya aprueban definitivamente este cambio, que hasta entonces era el de «Etxebarri, Doneztebeko Elizatea/Etxebarri, Anteiglesia de San Esteban».
Este cambio buscó racionalizar y simplificar el uso de un nombre que, no solo era largo en un solo idioma, sino que hacía mucho más difícil el empleo de los dos idiomas oficiales: el euskera y el castellano.
Hasta los años 1970, la denominación oficial del municipio era Echévarri, término que en la nueva grafía vasca normativa se escribe Etxebarri, que procede de la unión de las palabras en euskera Etxe ('casa') y Barri/Berri ('nueva').

## Geografía
Integrado en la comarca de Gran Bilbao, se sitúa a 8 kilómetros de Bilbao. El término municipal está atravesado por la carretera nacional N-634 en el pK 106 y por una carretera local que conecta con Basauri. El relieve del municipio está definido por los meandros del río Nervión y las elevaciones de la sierra de Gangurengana al norte, que hacen de límite con el valle de Txorierri. La altitud oscila entre los 360 metros al norte y los 20 metros a orillas del río Nervión. La capital del municipio, Doneztebe, se alza a 41 metros sobre el nivel del mar. 
| Noroeste: Bilbao  | Norte: Zamudio y Galdácano | Nordeste: Galdácano |
| Oeste: Bilbao     |                            | Este: Galdácano     |
| Suroeste: Basauri | Sur: Basauri               | Sureste: Basauri    |

Una calle de la localidad lleva el nombre de Fuenlabrada en reconocimiento de la ayuda prestada en las inundaciones que sufrió la localidad vizcaína en 1983.

## Historia
En el siglo XI Echévarri dependía de Santa María de Ganguren (Galdácano) hasta que en 1509 San Esteban de Echévarri sitúa en Kukuiaga se instituye como Anteiglesia independiente separándose de Bilbao, ya que por aquel entonces Galdácano formaba parte de Bilbao.
Desde el siglo XIII el linaje dominante en Echévarri fue el de los Leguizamón. Estos señores feudales ejercían su poder desde su casa-torre, asegurando el orden en la zona aunque se cayera en abusos y prepotencia. La casa-torre banderiza de Leguizamón es uno de los escasos testimonios del predominio de esta parentela en la zona. Los Leguizamón también estuvieron presentes en la recién nombrada villa de Bilbao, con sus posesiones en Begoña y su influencia económica. A pesar de que María Díaz de Haro, señora de Vizcaya, prohibiera el uso del camino de Echevarri mediante la carta puebla de Bilbao (5 de junio de 1348), los Leguizamón siguieron manteniendo un gran poder como lo demuestra su palacio (siglo XVIII) y el molino de Lezama-Leguizamón (siglo XVIII). Otras torres existentes eran las torres de Echévarri, que controlaban el camino de Echévarri, y la de Arbolantxa, construida a media ladera con la pretensión de derrotar a las otras torres. Eran tiempos de encarnizadas guerras banderizas entre vecinos para hacerse con el poder. 
Echévarri estaba poco poblado: en 1704 tenía 20 fogueras y en 1798 habían aumentado a 23, dedicados a una economía tradicionalmente rural. 
A partir de 1950 la industrialización acarreó una consiguiente inmigración que provocó que estos nuevos vecinos se asentaran en la zona de monte que hoy conocemos como San Antonio. El inicio de siglo XXI viene determinado por la finalización de grandes procesos urbanísticos y de rehabilitación interna iniciados en la década de los 90 del siglo XX.

## Demografía

Escudo: “En campo de azur, un roble de su color, terrasado de sinople, con dos lobos empinados

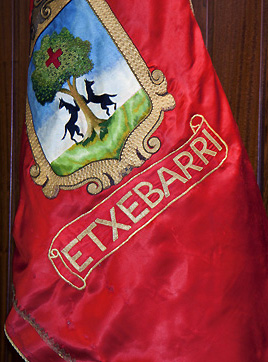
Bandera: “Con fondo de color carmesí, lleva el escudo situado en su centro"

Echévarri cuenta con una población de 11 941 habitantes (INE 2024).
| Gráfica de evolución demográfica de Echévarri entre 1842 y 2021 |
| |
| Población de derecho según los censos de población del INE Población de hecho según los censos de población del INEEn estos censos se denominaba Echevarri: 1842, 1877, 1887, 1940, 1950, 1960, 1970 y 1981 En estos censos se denominaba San Esteban de Echévarri: 1857 y 1860 En estos censos se denominaba Echébarri: 1897, 1900, 1910, 1920 y 1930 En estos censos se denominaba Etxebarri, Anteiglesia de San Esteban/Etxebarri Doneztebeko Elizatea: 1991 En estos censos se denominaba Etxebarri, Anteiglesia de San Esteban-Etxebarri Doneztebeko Elizatea: 2001 |

## Patrimonio
- Iglesia de San Esteban. La actual iglesia parroquial de San Esteban de Etxebarri no es la histórica, sino una reconstrucción integral moderna, del año 1907, de Manuel María Smith, que aplicó en ella un estilo neohistoricista, inspirándose su torre en la del monasterio de las Huelgas de Burgos. Característica especial de este edificio es que dispone de criptas funerarias para las familias Amezola y Lezama Leguizamón que costearon, al menos en gran parte, la reconstrucción del viejo templo de San Esteban.
- Ermita de Santa Ana. Fundada en 1740, su primer emplazamiento fue en la plaza, frente al ayuntamiento y próximo a la casa Amezola. En el año 1963 se procedió a su derribo y, en 1990, se reinauguró junto al puente que une el núcleo urbano de Etxebarri con el Polígono Legizamon. La actual ermita de Santa Ana es una reproducción de la antigua.
- Palacio Leguizamón. De estilo barroco y datado en el siglo XVIII, se sitúa en el barrio del mismo nombre y fue propiedad de la familia Lezama-Leguizamón. En la actualidad, es patrimonio municipal y en sus instalaciones se ubica el Restaurante del mismo nombre.
- Molino Zubiondo. Se encuentra situado junto al puente de Sabino Arana en la zona de Legizamon. En la Fogueración de 1745 -1746 es la primera vez que se alude a dos molinos que son propiedad de D. Juan Antonio de Lezama Larragoti. Fue molino harinero, hasta que, en el siglo XIX, se reconvirtió en fábrica de papel artesanal. Dejó de funcionar debido a las inundaciones de 1972. Las inundaciones de 1983 se llevaron un cuerpo adosado al edificio que poseía cinco muelas.
- Palacio Amezola. Se encuentra situado frente al Ayuntamiento de Etxebarri. Es un conjunto arquitectónico formado por dos edificios, que corresponden a un proyecto de Manuel María Smith del año 1905.[9]

## Administración y política

### Gobierno municipal
Echévarri es un municipio cuya actividad política se desarrolla de una forma singular, y poco vista en municipios circundantes. Desde que en 1991 se creara una agrupación política formada por los vecinos de la Asociación Vecinal de San Antonio, lo que derivó en la formación de un partido político vecinal e independiente, La Voz del Pueblo (LVP), que lleva gobernando en el Ayuntamiento de Etxebarri desde 1991.
| Partido político                                              | 2023  | 2023  | 2023       | 2019  | 2019  | 2019       | 2015  | 2015  | 2015       | 2011  | 2011  | 2011       | 2007  | 2007  | 2007       | 2003  | 2003  | 2003       | 1999  | 1999  | 1999       | 1995  | 1995  | 1995       | 1991  | 1991  | 1991       | 1987  | 1987  | 1987       | 1983  | 1983  | 1983       | 1979  | 1979  | 1979       |
| Partido político                                              | %     | Votos | Concejales | %     | Votos | Concejales | %     | Votos | Concejales | %     | Votos | Concejales | %     | Votos | Concejales | %     | Votos | Concejales | %     | Votos | Concejales | %     | Votos | Concejales | %     | Votos | Concejales | %     | Votos | Concejales | %     | Votos | Concejales | %     | Votos | Concejales |
| La Voz del Pueblo (LVP)                                       | 67,56 | 3817  | 12         | 67,01 | 3885  | 12         | 71,13 | 3772  | 13         | 63,50 | 3212  | 10         | 62,83 | 2486  | 10         | 60,91 | 2693  | 9          | 58,56 | 2125  | 9          | 57,34 | 2058  | 9          | 37,75 | 1155  | 6          | —     | —     | —          | —     | —     | —          | —     | —     | —          |
| Euzko Alderdi Jeltzalea-Partido Nacionalista Vasco (EAJ-PNV)  | 12,23 | 691   | 2          | 12,38 | 718   | 2          | 9,92  | 526   | 1          | 9,17  | 464   | 1          | 10,92 | 432   | 1          | 15,56 | 688   | 2          | 12,57 | 456   | 1          | 12,68 | 455   | 2          | 12,22 | 374   | 1          | 12,77 | 393   | 2          | 29,60 | 835   | 4          | 36,64 | 941   | 5          |
| Euskal Herria Bildu (EH Bildu)-Bildu                          | 11,29 | 638   | 2          | 10,76 | 624   | 2          | 10,26 | 544   | 2          | 11,74 | 594   | 1          | —     | —     | —          | —     | —     | —          | —     | —     | —          | —     | —     | —          | —     | —     | —          | —     | —     | —          | —     | —     | —          | —     | —     | —          |
| Partido Socialista de Euskadi-Euskadiko Ezkerra (PSE-EE PSOE) | 6,39  | 361   | 1          | 7,50  | 435   | 1          | 6,19  | 328   | 1          | 8,52  | 431   | 1          | 11,62 | 460   | 2          | 6,67  | 295   | 1          | 10,69 | 388   | 1          | 11,56 | 415   | 1          | 22,42 | 686   | 3          | 40,95 | 1260  | 6          | 32,22 | 909   | 5          | 20,60 | 529   | 3          |
| Partido Popular del País Vasco (PP)                           | 1,43  | 81    | 0          | 1,62  | 94    | 0          | 1,47  | 78    | 0          | 3,42  | 173   | 0          | 3,54  | 140   | 0          | 3,82  | 169   | 0          | 3,97  | 144   | 0          | 3,68  | 132   | 0          | 2,32  | 71    | 0          | —     | —     | —          | —     | —     | —          | —     | —     | —          |
| Eusko Alkartasuna (EA)                                        | —     | —     | —          | —     | —     | —          | —     | —     | —          | —     | —     | —          | 5,76  | 228   | 0          | 6,51  | 288   | 1          | 6,70  | 243   | 1          | 8,64  | 310   | 1          | 12,88 | 394   | 2          | 14,10 | 434   | 2          | —     | —     | —          | —     | —     | —          |
| Ezker Batua-Berdeak (EB-B)-Partido Comunista de España (PCE)  | —     | —     | —          | —     | —     | —          | —     | —     | —          | 2,49  | 126   | 0          | 4,37  | 173   | 0          | 1,29  | 57    | 0          | —     | —     | —          | —     | —     | —          | 6,90  | 195   | 1          | 3,05  | 94    | 0          | 6,91  | 195   | 1          | 20,33 | 522   | 3          |
| Euskal Herritarrok-Herri Batasuna (HB)                        | —     | —     | —          | —     | —     | —          | —     | —     | —          | —     | —     | —          | —     | —     | —          | —     | —     | —          | 6,92  | 251   | 1          | 5,41  | 194   | 0          | 8,76  | 268   | 1          | 11,11 | 342   | 1          | 9,46  | 267   | 1          | 17,87 | 459   | 2          |
| Agrupación Electores Alternat Independiente (AIAB)            | —     | —     | —          | —     | —     | —          | —     | —     | —          | —     | —     | —          | —     | —     | —          | —     | —     | —          | —     | —     | —          | —     | —     | —          | —     | —     | —          | 13,88 | 427   | 2          | 16,84 | 475   | 2          | —     | —     | —          |

### Organización territorial
El municipio se compone de seis barrios bien diferenciados, aunque solo tres a efectos estadísticos de población:
- Kukullaga, 5740 habitantes
- Doneztebe/San Esteban, 4705 habitantes
- Leguizamón, 436 habitantes

Los otros tres barrios son:
- San Antonio
- Amézola
- Santa Marina